# Bob Leonard
Pour les articles homonymes, voir Leonard.
William Robert "Slick" Leonard (né le 17 juillet 1932, à Terre Haute, Indiana et mort le 13 avril 2021) est un joueur et entraîneur professionnel de basket-ball.

## Biographie
Meneur de jeu mesurant 1,80 m, Leonard joue en NCAA à l'université de l'Indiana et est sélectionné au premier rang du second tour de la draft 1954 de la NBA. Il passe la plupart de sa carrière avec les Lakers (quatre ans à Minneapolis et une année à Los Angeles), suivi par deux années avec les Packers/Zephyrs de Chicago. Lors de sa dernière saison comme joueur, il est aussi entraîneur-joueur des Zephyrs. L'année suivante, l'équipe déménage à Baltimore ; Leonard les entraîne une année de plus.
En 1969, Leonard devient l'entraîneur de l'équipe de l'American Basketball Association des Pacers de l'Indiana, poste qu'il occupe durant 12 ans ; lors des quatre dernières, la franchise change de ligue et rejoint la National Basketball Association (NBA). Leonard mène les Pacers à trois titres de champions ABA lors de la courte existence de cette ligue. Les Pacers retirent un maillot floqué du numéro 529, correspondant au nombre de victoires acquises en tant qu'entraîneur.
En juin 1976, Bobby Leonard est nommé entraineur - General Manager des Pacers et Nancy Leonard, sa femme, en devient assistante General Manager. Il a en charge tout ce qui concerne le basketball et elle la gestion du club.
Leonard retrouve les Pacers en 1985 en tant que commentateur cette fois, d'abord pour la télévision, puis à la radio.

## Palmarès
Joueur
- Champion NCAA 1953

Entraîneur
- Champion ABA 1970, 1972, 1973